# 上海市数据条例
上海市数据条例是中華人民共和國上海市一個數據監管條例。該地方法規於2021年11月25日经上海市十五届人大常委会第三十七次会议表决通过，并于2022年1月1日起施行。上海市数据条例共十章九十一条，分为总则、数据权益保障、公共数据、数据要素市场、数据资源开发和应用、浦东新区数据改革、长三角区域数据合作、数据安全、法律责任和附则。上海市数据条例的上位法是中华人民共和国数据安全法、中华人民共和国个人信息保护法、中华人民共和国网络安全法、关键信息基础设施安全保护条例。